# Втрати 299-ї бригади тактичної авіації
У статті наведено перелік втрат 299-ї бригади тактичної авіації.
Відомо про 14 загиблих пілотів бригади під час російського повномасштабного вторгнення.

## Перелік авіакатастроф і втрат бригади
24 лютого 2022 року на СУ-25 з бортовим номером 19, поблизу Чаплинки на Херсонщині загинув командир авіаційної ескадрильї підполковник Олександр Жибров.
25 лютого 2022 року на Київщині загинув командир першої авіаційної ескадрильї Геннадій Матуляк.
26 лютого 2022 року під час оборони Херсонщини загинули капітан Олександр Щербаков і капітан Андрій Антихович.
2 березня 2022 року загинув капітан Олександр Корпан.
3 березня 2022 року на Миколаївщині загинув капітан Вадим Мороз.
15 квітня 2022, поблизу Ізюма загинув командир ланки штурмової авіації капітан Єгор Середюк.
14 травня 2022 року загинув пілот бригади, Сергій Пархоменко, він виконував бойове завдання в районі Гуляйполя.
26 липня 2022 року о 7:25 ранку у Дніпропетровській області загинув пілот, Герой України Олександр Кукурба.
7 вересня 2022 року у Миколаївській області загинув майор Вадим Благовісний.
27 січня 2023 року в районі Краматорська загинув капітан, командир авіаційної ланки Данило Мурашко.
7 лютого 2024 року в районі Новотроїцького загинув заступник командира ескадрільї, підполковник Владислав Риков.
14 грудня 2024 у Херсонській області загинув майор Владислав Солоп.
| Дата              | Модекс      | Екіпаж                            | Місце                    | Обставини                                                   | Тип літака |
| ----------------- | ----------- | --------------------------------- | ------------------------ | ----------------------------------------------------------- | ---------- |
| 3 квітня 2002     | Червоний 34 | полковник Гудін Юрій              | Запоріжжя                | Внаслідок помилки пілота літак упав, полковник загинув      | Су-25      |
| 2 липня 2014      | Синій 6     |                                   | Дніпропетровськ          | При заході на посадку, пілот катапультувався                | Су-25      |
| 16 липня 2014     | Синій 3     |                                   | Донецька область         | Збитий у повітрі, пілот катапультувався                     | Су-25      |
| 23 липня 2014     | Синій 4     |                                   | Дмитрівка                | Збитий у повітрі                                            | Су-25      |
| 23 липня 2014     | Синій 33    |                                   | Савур-могила             | Збитий у повітрі                                            | Су-25      |
| 29 серпня 2014    | Синій 8     |                                   |                          | Збитий, пілот катапультувався                               | Су-25      |
| 11 листопада 2015 | синій 7     | ст.лейтенант Єгор Больщеков       |                          | помилка пілота, пілот загинув                               | Су25-М1    |
| 14 липня 2018     | синій 38    |                                   | Хмельницька область      | розбився під час навчання                                   | Су-25М1    |
| 24 лютого 2022    | Синій 19    | підполковник Жибров Олександр     | Херсонська область       | Збитий у повітрі, пілот підполковник Жибров, комеск загинув | Су-25      |
| 24 лютого 2022    | Синій 30    | капітан Щербаков Олександр        | Херсонська область       | Катапультувався, загинув під час приземлення.               | Су-25      |
| 25 лютого 2022    | Синій 39    | підполковник Матуляк Геннадій     | Київська область         | Збитий під час повітряного бою.                             | Су-25      |
| 26 лютого 2022    | Синій 31    | капітан Антихович Андрій          | Херсонська область       | Збитий засобами ПВО.                                        | Су-25      |
| 27 лютого 2022    | Синій 49    | старший лейтенант Максимов Андрій | Херсонська область       | Збитий, потрапив в полон.                                   | Су-25М1    |
| 2 березня 2022    | Синій 29    | капітан Карпан Олександр          | Хмельницька область      | Розбився, причина не відома.                                | Су-25М1    |
| 3 березня 2022    | Синій 40    | капітан Мороз Вадим               | Миколаївська область     | Збитий в повітрі.                                           | Су-25      |
| 14 березня 2022   | Синій 36    | майор Василюк Роман               | Донецька область         | Збитий в повітрі, потрапив у полон.                         | Су-25      |
| 22 березня 2022   |             | Ростислав Лазаренко               | Запорізька область       | Збитий, вижив.                                              | Су-25      |
| 15 квітня 2022    | Синій 16    | капітан Середюк Ігор              | Харківська область       | Збитий в повітрі.                                           | Су-25      |
| 14 травня 2022    | Синій 37    | капітан Пархоменко Сергій         | Запорізька область       | Збитий в повітрі.                                           | Су-25      |
| 26 липня 2022     | Синій 32    | майор Кукурба Олександр           | Дніпропетровська область | Загинув під час катапультування.                            | Су-25.     |
| 7 вересня 2022    | Синій 46    | майор Благовісний Вадим           | Миколаївська область     | Збитий в повітрі.                                           | Су-25      |
| 27 січня 2023     |             | капітан Мурашко Данило            | Донецька область         | Збитий в повітрі.                                           | Су-25      |
| 7 лютого 2024     |             | підполковник Риков Владислав      | Донецька область         | Збитий в повітрі.                                           | Су-25      |
| 14 грудня 2024    | Синій 27    | майор Солоп Владислав             | Херсонська область       | Збитий в повітрі.                                           | Су-25      |

## Дивитись
- Втрати 207 бригати тактично авіації
- Втрати 40 бригати тактичної авіації
- Втрати 831-ї бригади тактичної авіації